# Pitch (Elektronik)
Das englische Wort Pitch – im Deutschen etwa dem Begriff Rastermaß entsprechend – bezeichnet den Mitte-Mitte-Abstand von Bauteilanschlüssen. Bei SMD-ICs bezeichnet der Pitch den Mitte-Mitte-Abstand der Beinchen bzw. Lötkontakte.
Traditionelle Pitch-Werte für elektronische Bauteile sind 100 mil (2,54 mm) oder 50 mil (1,27 mm), die auch noch gut von Hand gelötet werden können.
Bei Abständen unter 0,5 mm spricht man von fine pitch.
Auch bei Leiterplatten bezeichnet man mit Pitch den Mitte-Mitte-Abstand zwischen zwei Testpunkten oder Bauteilanschlüssen.
Die Genauigkeit der Leiterplatten-Strukturen, des Lötstopplackes, des Lotpastenauftrages und der Lötprozess bestimmen, wie fein der pitch sein kann, ohne dass Lötfehler zu befürchten sind.
Beim Prüfen der Leiterplatten hat der Pitch einen großen Einfluss auf das Prüfsystem: bei einem Pitch von > 0,8 mm kann noch mit einem herkömmlichen Adapter geprüft werden; werden die Strukturen feiner (bei HDI-Leiterplatten), so wird zum Kontaktieren z. B. ein Starrnadeladapter oder ein Flying-Prober eingesetzt.